# 斯科特鎮區 (密蘇里州托尼縣)
斯科特鎮區（英語：Scott Township）是位於美國密蘇里州托尼縣的一個行政鎮區。

## 地方資料
斯科特鎮區的面積為232.16平方千米，當中陸地面積為223.37平方千米，而水域面積為8.79平方千米。根據2020年美國人口普查的數據，當地共有人口6929人，而人口密度為每平方千米29.85人。